# Neivamyrmex leptognathus
Neivamyrmex leptognathus es una especie de hormiga guerrera del género Neivamyrmex, subfamilia Dorylinae. Esta especie fue descrita científicamente por Emery en 1900.
Se encuentra en Bolivia y Guayana Francesa.